# Cervinia magna
Cervinia magna är en kräftdjursart som först beskrevs av Smirnov 1946.  Cervinia magna ingår i släktet Cervinia och familjen Cerviniidae. Inga underarter finns listade i Catalogue of Life.